# Centre d'art contemporain Chanot
 (janvier 2017).
Pour les articles homonymes, voir Centre d'art contemporain (homonymie) et CACC.
Le Centre d'art contemporain Chanot (CACC) est une structure municipale consacrée à l'art contemporain située à Clamart dans les Hauts-de-Seine en France.

## Historique et objet
Inauguré en mai 1980, le centre organise des expositions temporaires d'artistes de différentes tendances (peinture, sculpture, gravure, photographie, installations ou nouvelles technologies).
Le centre est nommé d'après le peintre Albert Chanot (1881-1963) et basé sur une galerie d'art provenant d'un legs de sa femme Lucie (1891-1973) à la ville de Clamart,.
Avec la Fondation Arp, c'est l'un des principaux lieux consacré à l'art dans la ville.
Avant 2016, le Centre d'art contemporain Chanot été appelé Centre d’arts plastiques Chanot.